# 273 a.C.

## Eventos
- Caio Cláudio Canina, pela segunda vez, e Caio Fábio Dorsuão Licino, cônsules romanos.

## Mortes
- Caio Fábio Dorsuão Licino, cônsul romano.